# Edelweissförbundet

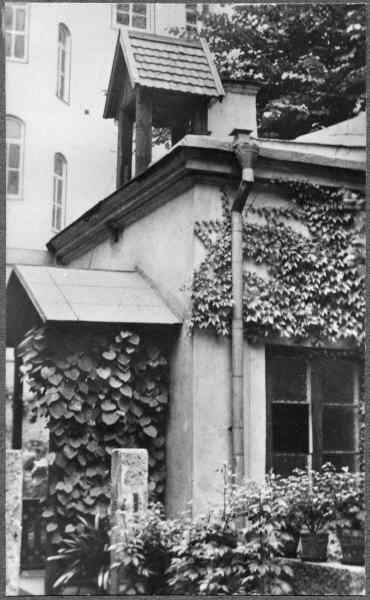
Edelweissförbundets kapell, Grev Turegatan 68, Stockholm.

Edelweissförbundet var en svensk religiös sammanslutning på ekumenisk grund med begränsat medlemsantal.

## Historik
Förbundet grundades den 13 april 1890 av Huldine Beamish, hennes dotter Huldine Fock och Mathilda Nilsson. Förbundet hade sitt ursprung i en tidigare sammanslutning, med bara ett fåtal medlemmar, vid namn Klöverbladet, som grundats av Bertha Valerius. Huldine Beamish blev medlem där.
Julafton 1892 avled Huldine Beamish, och efter en tid tog hennes dotter Huldine Fock över som ledare av förbundet. Hon ledde det i 40 år och vid hennes död 1931 var det meningen att dottern Elsa Fock skulle ta över. Men Elsa avled  redan ett år efter sin mor, så det blev den yngre systern Mary von Rosen som fick ta över ledarskapet 1932.. Mary var mer konventionellt kristen, vilket påverkade förbundet som rörde sig bort från spiritismen så att medlemmarna fick uppenbarelser av ärkeängeln Gabriel snarare än kontakt med de dödas andar. Edelweissförbundets närmande till konventionell kristendom gjorde att deras kapell kunde invigas 1935 av en biskop. Ända till 1950-talet hade förbundet ambitioner att sprida sin lära globalt, men ett andebudskap mottaget 1958 sa att världen ännu inte var mogen för detta. 1967 avled Mary von Rosen, och Ingrid af Ekenstam (1918-2000, född Carlsten), som varit nära vän med Mary, blev ny ledare. Ingrid blev katolik 1983 men nattvardsfirandet fortsatte ändå i kapellet med präster från Svenska kyrkan. 1978 skrev Marys dotter Anna Nyman en artikel om förbundet där det stod att inget utövande medium längre fanns kvar i kretsen. Förbundet tynade sakta bort och upphörde till slut helt omkring 2004.
1896 flyttade familjen Fock till Valhallavägen 135 (idag nummer 108) och inrättade Edelweissförbundets första, tillfälliga, kapell en trappa upp. I mars 1902 köpte Artur Bäckström fastigheten Rådjuret 14 (Grev Turegatan 62, idag nummer 68) i Stockholm och avyttrade den i september 1918 för 140 000 kronor till Maria Löwstedt som dagen därpå överförde den på Edelweissförbundet. I gårdshuset inreddes S:t Mikaels kapell som 1935 invigdes av biskop Gustaf Aulén.. Förbundet höll ursprungligen seanser, meditation och bön. Bland förbundets medlemmar märks Hilma af Klint, Anna Cassel, Mathilda Nilsson, Bertha Valerius, Carl von Bergen, Fanny von Wilamowitz-Moellendorff. och Tyra Kleen. 1897 bildade Hilma af Klint, Anna Cassel, Mathilda Nilsson och ytterligare två medlemmar utbrytargruppen De fem.

## Efteråt? Tidskrift för spiritism och därmed beslägtade ämnen
Efteråt? grundades 1891 och ansvarig utgivare var Mathilda Nilsson med redaktionen belägen i hennes hem på Kammakargatan. Bland annat kom tidskriften att fungera som samlande organ för Edelweissförbundet.
Tidskriften har digitaliserats genom projektet Digitalisering av det svenska trycket och årgångarna 1891-1922 är fritt tillgängliga online.
- Kungl. Biblioteket: Svenska dagstidningar: Efteråt.

## Bilder

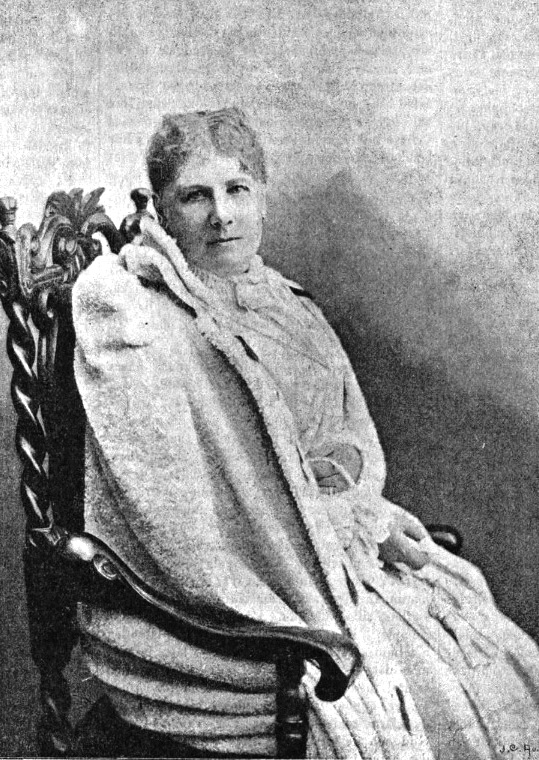
Huldine Beamish, Edelwissförbundets grundare
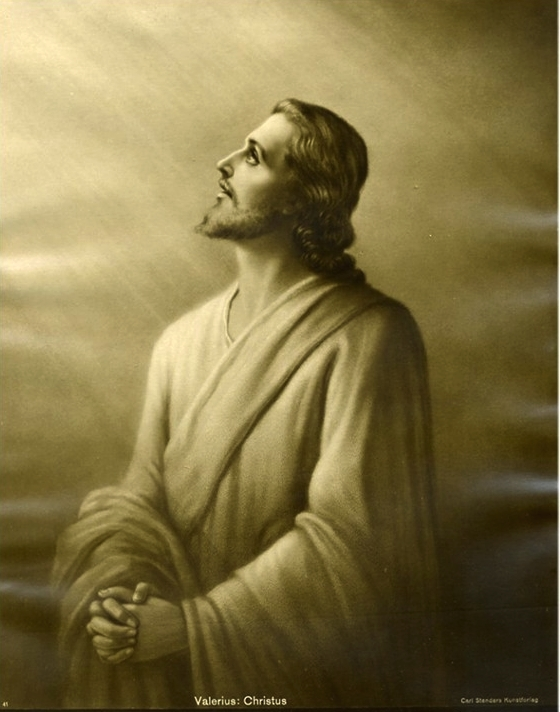
Svartvit reproduktion av Bertha Valerius Jesusbild som hon gjorde till Edelweissförbundets kapell